# Кёрмёс
Кёрмёс — душа всякого человека — по преданию алтайцев — превращалась после смерти в кёрмёса и попадала в подземное царство, при этом она проходила сложный путь, пока не оказывалась вне забот родственников умершего и шамана. После суда, душа попадала или к Ульгеню (душа доброго человека) или отходила во владение к Эрлику.
Душа добродетельного, благоверного человека становилась ару кёрмёс (чистый кёрмёс) и покровительствовала людям, охраняла жилища, а душа злого и порочного человека становилась дьяман кёрмёс, приспешницей и пособницей Эрлика (элчи).
Так как слуги Эрлика были лишены возможности размножаться, он сделал молот и наковальню, мех, клещи, все кузнечные инструменты, затем раскалил железо и стал бить молотком по наковальне, и от каждого удара из-под молота выскакивал кёрмёс-бес. Таким образом он наковал себе множество духов-слуг.
Кёрмёсы особенно активны во время заката солнца. В это время нежелательно, чтобы человек спал, так как во сне душа отделяется от человека, и может быть похищена кёрмёсом. Детям не разрешается в это время плакать, чтобы не привлекать их внимание, а также запрещается выносить из дома огонь и молоко.